# Rychlé šípy: Záhada hlavolamu
Rychlé šípy: Záhada hlavolamu je textová hra pro počítače Sinclair ZX Spectrum a kompatibilní počítače (např. Didaktik) na motivy románu Jaroslava Foglara Záhada hlavolamu. Autorem hry jsou Petr (Májasoft, program a grafika) a Ondřej Mihulovi (CIDsoft, hudba), kteří hru vydali koncem roku 1988. V roce 1991 hru znovuvydala společnost Ultrasoft. Jako první česká textová hra obsahovala kromě textů i grafiku. Hra začíná v klubovně Rychlých šípů a její děj se odehrává ve čtvrti Stínadla. Cílem hry je najít hlavolam ježek v kleci a na rozdíl od románu, ve kterém je hlavolam ztracen ve stoce pod kostelem Svatého Jakuba, ho odnést klubovny Rychlých šípů.
Hra se ovládá pomocí jednoslovných nebo dvojslovných příkazů jako CEKEJ, SEVER, POMOC, PROHLEDNI KRONIKU nebo KUP KLADIVO. Hra má malý slovník, takže pro příkazy je možné použít pouze několik prvních písmen slov, např. S místo SEVER neboPR KR místo PROHLEDNI KRONIKU. Pro prozkoumání kroniky má hra tři možné odpovědi, které se vybírají náhodně. Výpis popisu lokací probíhá pomalu a nezobrazuje se, kolik peněz má hráč u sebe.
V září 1989 byla ve zpravodaji Karolinky publikována mapa hry, která ale mimo jiné neobsahovala popis chodeb ve čtvrti Druhá strana a popis podzemních chodeb Svatojakubského kostela.
Hra se do počítače nahrává ve třech částech, první částí je úvod, který obsahuje informace o hře a jejím námětu, druhou částí je vlastní hra a třetí částí je gratulace k dořešení hry a upoutávka na druhý díl Stínadla se bouří. Dvojice her měla mít ještě pokračování Tajemství velkého Vonta, které od původních autorů ale nikdy nevzniklo. Poslední díl trilogie vznikl až v roce 2023, jeho autorem je Petr Kain, autor hry Bratrstvo kočičí pracky.